# Midas Filmes
Midas Filmes ist eine portugiesische Film-Produktionsgesellschaft, Filmverleih und DVD-Verlag. Die Gesellschaft wurde 2006 von Pedro Borges in Lissabon gegründet.
Der Schwerpunkt liegt auf Dokumentationen (Kunst, Architektur, Geschichte, Film, Tanz u. a.) und Autoren-Filmen, auch für das Fernsehen. Außerdem ist die Lizenzierung anspruchsvoller Filme und Dokumentationen für den portugiesischen Markt (z. B. Werkschauen von Andrei Tarkovsky, Alain Resnais, Emir Kusturica, Eric Rohmer) von Bedeutung, sowohl als Filmverleih, als auch als DVD-Verlag.
Durch die in Portugal besonders angespannte Finanzsituation sehen sich auch die Filmverleiher und Produzenten vor Ort bedroht. Midas Filmes ist hierbei als der wichtigste Verleih der Wortführer in Sachen Interessensvertretung des anspruchsvollen Films. Auch in der zunehmend schwierigen Marktlage hält Midas, auch bei ihren größeren Produktionen, an Mindestansprüchen fest. So können sie nicht nur international Filmpreise und Anerkennung der Kritik einsammeln, sondern auch national am Ticketschalter Erfolge vorweisen.
Darüber hinaus findet das gesellschaftlich engagierte Programm der Midas Filmes auch bei Nichtregierungsorganisationen, jungen Filmmachern und Minderheiten besondere Anerkennung.

## Produzierte Filme
- 2008: The Lovebirds (Regie: Bruno de Almeida)
- 2008: Fernando Lopes, provavelmente (Regie: João Lopes)
- 2008: O Meu Amigo Mike ao Trabalho (Regie: Fernando Lopes)
- 2008: Joana Vasconcelos – Coração Independente (Regie: Joana Cunha Ferreira)
- 2009: Aldina Duarte – Princesa Prometida (Regie: Manuel Mozos)
- 2009: Todi – A Segunda Morte de Luísa Aguiar (Regie: Rui Esteves)
- 2009: Nuno Teotónio Pereira – Um Homem na Cidade (Regie: Joana Cunha Ferreira)
- 2009: Manuel Hermínio Monteiro – M.H.M. (Regie: André Godinho)
- 2009: Bartolomeu Cid dos Santos – Por Terras Devastadas (Regie: Jorge Silva Melo)
- 2009: Falamos de António Campos (Regie: Catarina Alves Costa)
- 2009: Gente da Casa (Regie: Ruy Otero, Carlos Gomes)
- 2009: Pedro Calapez – Trabalhos do Olhar (Regie: Luís Miguel Correia)
- 2011: Trabalho de Actriz, Trabalho de Actor (Regie: João Canijo)
- 2011: Sangue do Meu Sangue (Regie: João Canijo)
- 2012: Raul Brandão Era Um Grande Escritor (Regie: João Canijo)
- 2013: É O Amor (Regie: João Canijo)
- 2014: Getúlio (Regie: João Jardim)
- 2015: Portugal - Um Dia de Cada Vez (Regie: João Canijo)
- 2016: O Dia do Meu Casamento (Regie: Anabela Moreira, João Canijo)
- 2017: Fátima (Regie: João Canijo)
- 2017: Fátima - Caminhos da Alma (TV-Mehrteiler, Regie: João Canijo)
- 2017: Diário das Beiras (Regie: Anabela Moreira, João Canijo)
- 2017: A Mim (Regie: Anabela Moreira)
- 2018: A Pedra Não Espera (Regie: Graça Castanheira)
- 2019: Invisível Herói (Regie: Cristèle Alves Meira)
- 2019: Made in Bangladesh (Regie: Rubaiyat Hossain)
- 2019: Sonhámos Um País (Regie: Camilo de Sousa, Isabel Noronha)
- 2020: Fojos (Regie: Anabela Moreira, João Canijo)
- 2020: Valter Hugo Mãe - Herdeiros de Saramago (Regie: Carlos Vaz Marques, Graça Castanheira)
- 2020: Afonso Reis Cabral - Herdeiros de Saramago (Regie: Carlos Vaz Marques, Graça Castanheira)
- 2020: Gonçalo M. Tavares - Herdeiros de Saramago (Regie: Carlos Vaz Marques, Graça Castanheira)
- 2020: Julián Fuks - Herdeiros de Saramago (Regie: Carlos Vaz Marques, Graça Castanheira)
- 2020: Ondjaki - Herdeiros de Saramago (Regie: Carlos Vaz Marques, Graça Castanheira)
- 2020: Adriana Lisboa - Herdeiros de Saramago (Regie: Carlos Vaz Marques, Graça Castanheira)
- 2020: Bruno Vieira Amaral - Herdeiros de Saramago (Regie: Carlos Vaz Marques, Graça Castanheira)
- 2020: Paulo José Miranda - Herdeiros de Saramago (Regie: Carlos Vaz Marques, Graça Castanheira)
- 2020: José Luís Peixoto - Herdeiros de Saramago (Regie: Carlos Vaz Marques, Graça Castanheira)
- 2020: Andréa del Fuego - Herdeiros de Saramago (Regie: Carlos Vaz Marques, Graça Castanheira)
- 2020: Herdeiros de Saramago (Regie: Carlos Vaz Marques, Graça Castanheira)
- 2022: SITA - A Vida e o Tempo de Sita Valles (Regie: Margarida Cardoso)
- 2023: Mal Viver und Viver Mal (Regie: João Canijo)